# كأس ويلز 1928–29

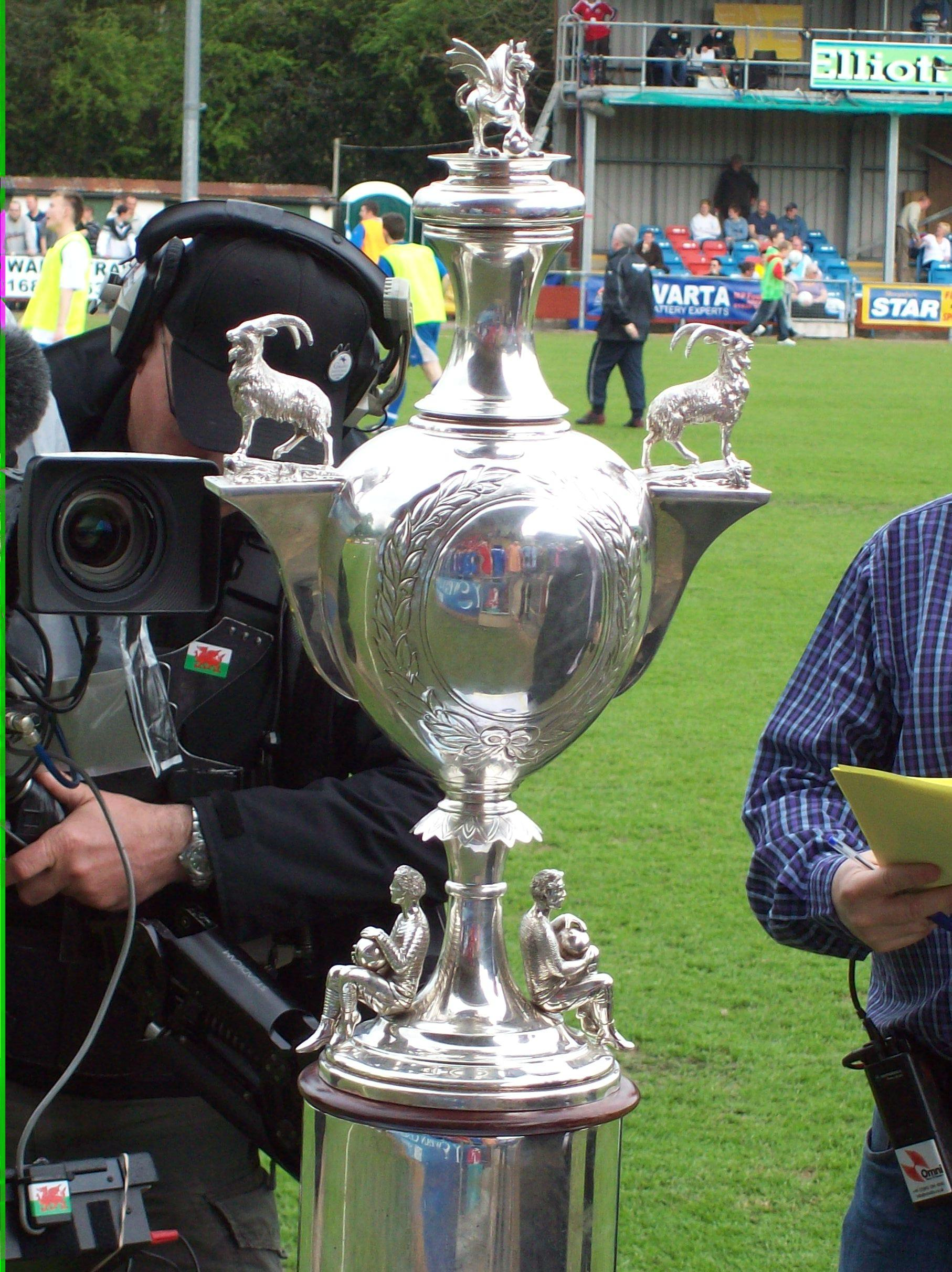
صورة حديثه لكأس ويلز

كأس ويلز 1928–29 (بالإنجليزية: 1928–29 Welsh Cup)‏ هو موسم من كأس ويلز. فاز فيه Connah's Quay & Shotton F.C. ‏.